# تعلم جزئي
التعلم الجزئي (بالإنجليزية: Microlearning) يشير المصطلح إلى مجموعة من وحدات التعلم الإلكتروني المدمجة، المصممة لتخفيف إرهاق المتعلم. 
يمكن أن تكون هذه الوحدات تعليمية، أو مهنية، أو قائمة على المهارات، وعادةً ما تكون مدتها أقل من 20 دقيقة، وتتناول هدفًا أو موضوعًا تعليميًا واحدًا. ويشتق الاسم من الكلمة اليونانية "micro" التي تعني "صغير".